# Освета (ТВ серија из 2005)
Освета (шп. Los Plateados) мексичко-америчка је теленовела, продукцијске куће Телемундо, снимана 2005.
У Србији је емитована 2009. на телевизији Авала.

## Синопсис
Ово је прича заснована на легенди о „Сребрењацима“, групи разбојника с краја 19. века. Чланови банде су тројица браће и једна сестра, потомци некада утицајне породице Кампусано. Њихов задатак је испунити обећање на које су се заклели након трагичне смрти свога оца – борити се за правду, осветити очеву смрт и никада се не заљубити.
Међутим, све ће се променити када једног дана Габријел, најстарији брат и вођа банде, одлучи напасти имање свог највећег непријатеља Емилија Гаљарда, баш у тренутку његовог венчања са прелепом Камилом Кастањедом. Габријел се на први поглед заљуби у Камиллу која је присиљена на брак са богатим велепоседником који јој по годинама може бити отац. Ни Камилла не може одолети Габријелу, те долази до забрањене љубави, између разбојника и удате жене, која ће пробудити бес и окрутност у поносном Емилију. Иако је у браку с Емилијем, Камилла ће се све чешће састајати са својим вољеним. Тајну везу ће признати старијој сестри Лусијани, која ће је на крају издати јер је одувек била заљубљена у Емилија. Када сазна за женину превару, Емилијо ће је заробити и отпочети сопствену освету. На путу ка остварењу освете жениног неверства, Емилијо се изнова сусреће се осветом четворице браће Кампусано. У нападу двеју страна жељних освета њихово место потреса рат.

## Улоге
| Глумац:                      | Улога:                                                                     |
| ---------------------------- | -------------------------------------------------------------------------- |
| Маурисио Ислас               | Габријел Кампусано, вођа банде Сребрених, главни јунак                     |
| Тамара Монцерат              | Камила Кастањеда, главна јунакиња                                          |
| Умберто Зурита               | Емилијо Гаљардо, охоли земљопоседник и немилосрдни убица, главни негативац |
| Доминика Палета              | Лусијана Кастањеда, Камилина сестра, негативац                             |
| Родриго Овједо               | Томас Кампусано, Габријелов брат, члан банде                               |
| Анхелика Селаја              | Химена Кампусано, Габријелова сестра, Леонардова супруга, члан банде       |
| Марта Аура                   | Аугуста Виљегас, Леонардова бака са очеве стране, негативац                |
| Алваро Гереро                | Аурелијо Виљегас, Леонардов отац                                           |
| Венди де лос Кобос           | Офелија Кастањеда, Камилина мајка, надмена и користољубива, негативац      |
| Глорија Пералта              | Самија Башур                                                               |
| Хуан Карлос Мартин дел Кампо | Мануел Кампусано, најмлађи Габријелов брат, члан банде                     |
| Гиљермо Кинтаниља            | Никанор, Емилијов надзорник, пијанац и насилник, али у суштини добар       |
| Клаудија Лобо                | Ирене Виљегас, Леонардова мајка                                            |
| Едуардо Викторија            | Андрес Кастањеда, Камилин брат по мајци, Габријелов брат по оцу            |
| Хектор Аредондо              | Леонардо Виљегас, Аурелијов син, Хименин муж, члан банде                   |
| Тереза Тусио                 | Исабел Виљегас, Леонардова тетка                                           |
| Росио Вердехо                | Хамиле Ибн Захиб                                                           |
| Марија Аура                  | Есперанса Кастањеда, Камилина најмлађа сестра                              |
| Алберто Гера                 | Јасир Башур                                                                |
| Мичел Варгас                 | Лајла Башур, кћерка Арапина Камала, Мануелова супруга                      |
| Жизет Галатеа                | Долорес                                                                    |